# Старово (Рыбинский район)
Ста́рово — деревня Огарковского сельского поселения Рыбинского района Ярославской области .
Деревня расположена примерно в 3 км к юго-востоку от федеральной автомобильной дороге Р104 на участке Рыбинск—Пошехонье. Просёлочная дорога, начинающаяся в стоящей на этой трассе деревне Милюшино, через деревню Старово следует до деревни Кузнецово. Деревня Бабино, расположенная в 1 км к юго-западу от Старово также связана с внешним миром просёлочной дорогой через Старово . 
На 1 января 2007 года в деревне числилось 4 постоянных жителя . Почтовое отделение, расположенное в Милюшино, обслуживает в деревне 12 домов .